# Gossel
Gossel – część gminy (Ortsteil) Geratal w Niemczech, w kraju związkowym Turyngia, w powiecie Ilm. Do 31 grudnia 2018 jako samodzielna gmina wchodziła w skład wspólnoty administracyjnej Oberes Geratal.